# جون واکر
جون واکر (انگلیسی: June Walker; ۱۴ ژوئن ۱۹۰۰ - ۳ فوریهٔ ۱۹۶۶) بازیگر تئاتر، تلویزیون و سینما اهل ایالات متحده آمریکا بود.
از فیلم‌ها یا برنامه‌های تلویزیونی که وی در آن نقش داشته است می‌توان به نابخشوده، میلیونر و پرستار جنگ اشاره کرد.